# Paul Quarrington
Paul Quarrington, né le 22 juillet 1953 à Toronto, en Ontario, et décédé le 21 janvier 2010, est un musicien, scénariste, romancier et dramaturge canadien,.

## Biographie
Paul Quarrington a grandi à Don Mills, en Ontario. Il étudie à l'Université de Toronto, puis au Centre canadien du film. Il partage ensuite son temps entre l'enseignement de la rédaction au Collège Humber, de la création à l'Université de Toronto et différents groupes de musique dont il fait partie, dont Porkbelly Futures. Il est également l'un des directeurs du Toronto Fringe Theatre Festival.
Baby and the Blues, une chanson enregistrée en 1979 avec son ami Martin Worthy, lui permet de faire ses premiers pas dans l'industrie musicale et de le faire connaître au Canada. Il commence sa carrière d'écrivain alors qu'il est bassiste pour le groupe Joe Hall and the Continental Drift. Il est reconnu pour le ton humoristique de ses œuvres, d'où la réception de la Leacock Medal of Humour and Canada Reads en 1988,. Il publie son premier roman, The Service, à l'âge de 25 ans. Il a également scénarisé, avec Eugene Lipinski, le film Perfectly Normal, réalisé par Yves Simoneau, ainsi que Camilla, réalisé par Deepa Metha en 1994 ,.
En mai 2009, il reçoit un diagnostic de cancer du poumon,. À partir de ce moment, il concentre toute son énergie dans un premier album solo, un troisième album avec son groupe Porkbelly Futures ainsi qu'un mémoire sur sa vie. Il a deux filles, Carson Lara et Flannery. Il décède à l'âge de 56 ans.

## Œuvres

### Romans et nouvelles
- The service, Toronto, Coach House Press, 1978, 182 p.  (ISBN 0889101167 et 9780889101166).
- The life of Hope, Toronto, Doubleday Canada, 1985, 288 p.  (ISBN 0385250045).
- King Leary, Toronto, Doubleday Canada, 1987, 232 p.  (ISBN 9780385666015).
- The Whale Music, Toronto, Vintage Canada, 1989, 213 p.  (ISBN 0679308687).
- Logan in overtime, Toronto, Doubleday Canada, 1990, 215 p.  (ISBN 0385251521 et 9780385251525).
- The spirit cabinet, Toronto, Random House Canada, 1999, 341 p.  (ISBN 0679309853).
- Gavelston, Toronto, Random House Canada, 2004, 247 p.  (ISBN 0679312366).
  - L'oeil de Claire, traduit de l'anglais par Sophie Voillot, Québec, Éditions Alto, 2006, 329 p.  (ISBN 2923550005).
- Storm chasers, New York, St. Martin's Press, 2004, 247 p.  (ISBN 0312342810 et 9780312342814).
- The ravine, Toronto, Random House Canada, 2008, 291 p.  (ISBN 9780307356147 et 0307356140).

### Théâtre
- The invention of poetry, Toronto, Summerhill Press, 1990, 87 p.  (ISBN 0929091310 et 9780929091310).
- Dying is easy, Toronto, PUC Play Service, 1999, 86 p.  (ISBN 1551735768 et 9781551735764).

### Collaboration
- Not wanted on the voyage, par Timothy Findley, avec la collaboration de Paul Quarrington, Toronto, Penguin Group, 2006, 339 p.  (ISBN 9780143055075).

### Autres
- Home game, Toronto, Doubleday Canada, 1983, 412 p.  (ISBN 0385184220 et 9780385184229).
- Hometown heroes : on the road with Canada's national hockey team, Toronto, Collins, 1988, 292 p.  (ISBN 0002179199 et 9780002179195).
- Civilization : and its part in my downfall, Toronto, Random House Canada, 1994, 309 p.  (ISBN 0394224140 et 9780394224145).
- Fishing with my old guy, Vancouver, Greystone Books, 1995, 166 p.  (ISBN 1550541862).
- Original six : true stories from hockey's classic era, Toronto, Reed Books Canada, 1996, 160 p.  (ISBN 0433397527).
- The boy on the back of the turtle : seeking God, quince marmelade, and the fabled albatross on Darwin's islands, Vancouver, Greystone Books, 1997, 247 p.  (ISBN 1550545841 et 9781550545845).
- From the far side of the river : chest-deep in little fish and big ideas, Vancouver, Greystone Books, 2003, 184 p.  (ISBN 1550549790 et 9781550549799).
- Cigar box banjo : notes on music and life, Vancouver, Greystone Books, 2010, 243 p.  (ISBN 9781553654384 et 1553654382).

## Prix et honneurs
- 1988 : lauréat de la médaille Leacock Medal of Humour and Canada Reads[3]
- 1989 : lauréat du Prix du Gouverneur général, catégorie fiction, pour Whale Music[3]
- 2004 : finaliste pour le Prix Scotiabank Giller pour Galveston[3]
- 2008 : lauréat du Canada Reads pour King Leary[6]
- 2009 : lauréat du Prix Matt Cohen du Writer's Trust of Canada[3]